# CBKF-FM
CBKF-FM est une station de radio canadienne qui est détenue et opérée par la Société Radio-Canada et affiliée à son réseau généraliste ICI Radio-Canada Première et qui diffuse à la fréquence 97,7 MHz à Regina, dans la province de Saskatchewan.
La radio fut lancée en 1973. CBKF couvre toute la province de la Saskatchewan à travers un réseau de réémetteurs :
- Bellegarde - 91.9 FM
- Gravelbourg - 690 AM
- North Battleford - 96.9 FM
- Prince Albert - 90.1 FM
- Saskatoon - 860 AM
- Zenon Park - 93.5 FM

Les réémetteurs  de Gravelbourg et de Saskatoon étaient à l'origine des stations privées, CFRG à Gravelbourg, anciennement sur 710 AM, créée le 1er juin 1952, anciennement propriété de Radio Gravelbourg Ltée, et CFNS à Saskatoon, anciennement sur 1170 AM, créée le 1er novembre 1952, ancienne propriété de Radio Prairies-Nord Ltée. Les deux furent achetées par Radio Canada le 1er septembre 1973 et renommées respectivement CBKF-1 et CBKF-2. Le sigle CFRG est actuellement utilisé par une station de radio communautaire francophone de Gravelbourg sur 93.1 FM.